# Serbische Wasserballnationalmannschaft

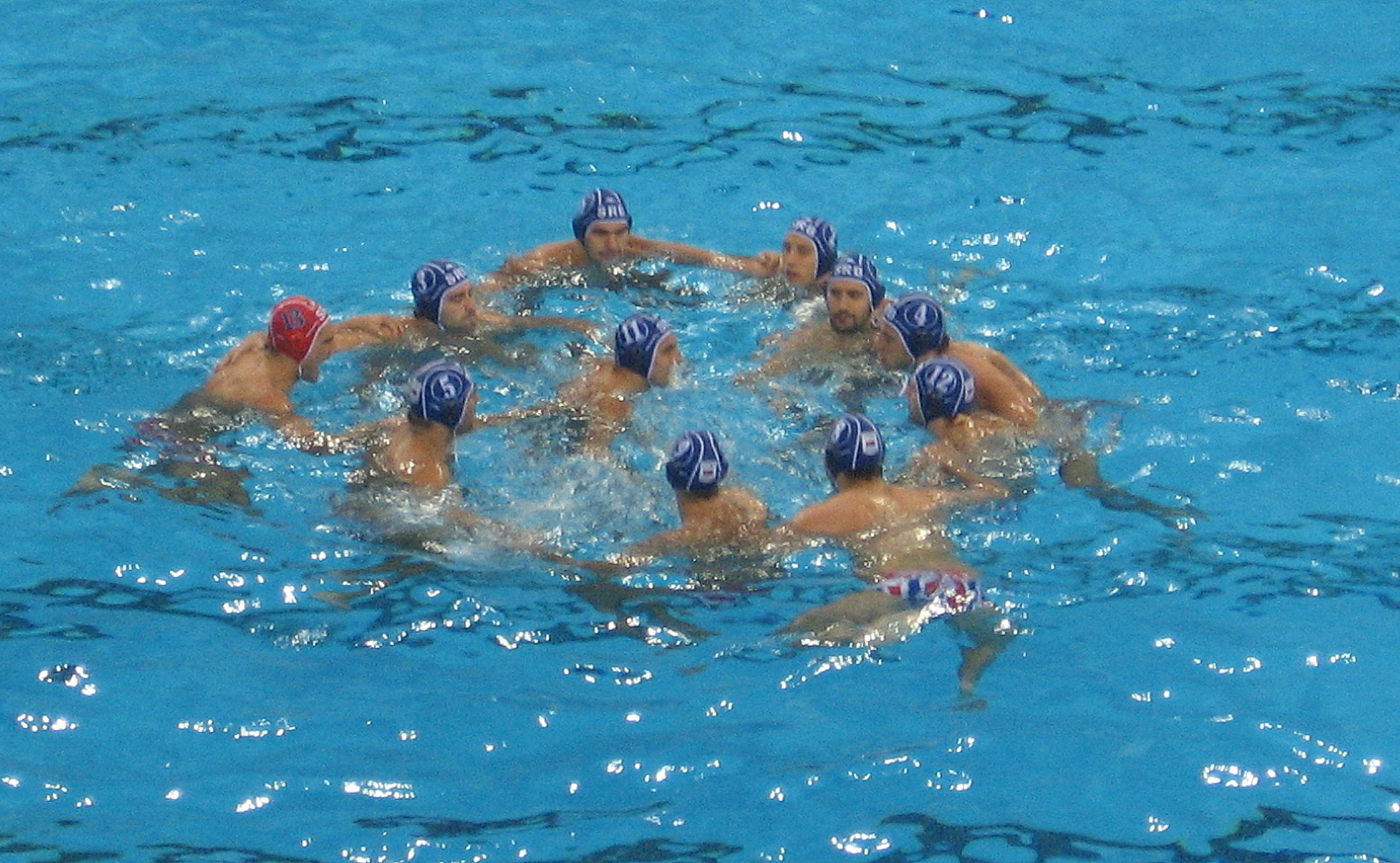
Das serbische Nationalteam bei den Olympischen Spielen 2008.

Die serbische Wasserballnationalmannschaft (serbisch-kyrillisch Ватерполо репрезентација Србије) tritt seit 2006, nach der Abspaltung Montenegros von Serbien, als alleiniger Nachfolger der serbisch-montenegrinischen Wasserball-Nationalmannschaft an. Davor war die serbisch-montenegrinische Nationalmannschaft der Nachfolger der jugoslawischen Nationalmannschaft.

## Geschichte
2006 wurde die serbische Nationalmannschaft Europameister bei der 27. Europameisterschaft in Belgrad. Kurz zuvor siegte die serbisch-montenegrinische Mannschaft bei der Weltmeisterschaft in Ungarn. Bei der Wasserball-Europameisterschaft 2008 in Spanien unterlag die serbische Nationalmannschaft der montenegrinischen im Finale. In der 2002 ins Leben gerufenen FINA Water Polo World League siegte 2005 und 2006 die serbisch-montenegrinische Mannschaft und 2007, 2008, 2010, 2011, 2013 sowie 2014 die serbische Mannschaft. Bei den Schwimmweltmeisterschaften 2009 in Rom gewann die serbische Nationalmannschaft gegen die spanische Nationalmannschaft nach Fünf-Meter-Schießen mit 14:13 die Weltmeisterschaft. Den bisher größten Erfolg feierten die serbischen Athleten bei den Olympischen Spielen 2016 in Rio de Janeiro, wo sie am 20. August die Mannschaft aus Kroatien mit 11:7 schlugen und die Goldmedaille holten. Serbien gewann auch die Goldmedaille bei den erst 2021 ausgetragenen Olympischen Spielen in Tokio und bei den Olympischen Spielen in Paris 2024.

## Erfolge
- 2006 Europameister
- 2007 Sieger FINA Water Polo World League
- 2008 Sieger FINA Water Polo World League
- 2008 Vizeeuropameister
- 2008 Bronzemedaille Olympische Spiele
- 2009 Weltmeister
- 2010 Sieger FINA Water Polo World League
- 2011 Sieger FINA Water Polo World League
- 2011 Vizeweltmeister
- 2012 Europameister
- 2012 Bronzemedaille Olympische Spiele
- 2013 Sieger FINA Water Polo World League
- 2014 Sieger FINA Water Polo World League
- 2014 Europameister
- 2015 Sieger FINA Water Polo World League
- 2015 Weltmeister
- 2016 Europameister
- 2016 Goldmedaille Olympische Spiele
- 2016 Sieger FINA Water Polo World League
- 2017 Sieger FINA Water Polo World League
- 2018 Europameister
- 2019 Sieger FINA Water Polo World League
- 2021 Goldmedaille Olympische Spiele
- 2024 Goldmedaille Olympische Spiele